# حصار قلعة صهيون
وقع حصار قلعة صهيون في يوليو 1188، عندما حاصر الأيوبيون بقيادة صلاح الدين قلعة صهيون التي احتمى بها فرسان الإسبتارية. انتهى الحصار بهزيمة الإسبتاريين واستسلامهم.

## الحصار
غادر صلاح الدين اللاذقية بعد الاستيلاء عليها، وزحف نحو قلعة صهيون في 29 جمادى الأولى (26 يوليو 1188)، التي هيمن عليها فرسان الإسبتارية، حاصر صلاح الدين المكان بجيشه. ونصب ستة مجانيق لرمي جدراها. شكلت القلعة حصناً منيعاً شُيد على منحدر حاد لجبل تحميه وديان واسعة ذات عمق رهيب، ولكن إحدى جوانبها لم يكن يحميه سوى خندق يبلغ عرضه 60 بوصة.
وكان للحصن ثلاثة أسوار، وكان هناك علم طويل على برج أعلى قمة القلعة وسقط عند اقتراب القوات الأيوبية، وهو ما اعتُبر فأل خير. هوجمت القلعة من جميع الجهات، وأحضر الظاهر غازي صاحب حلب منجنيقه إلى الحصار. وكان قد نصبه مقابل الحصن، قريباً من الأسوار، لكن على الجانب الآخر من الوادي، واصل الأمير قصف الأسوار بالحجارة، وتمكن المنجنيق من إصابة أهدافه.
حدثت ثغرة أخيراً. كانت كبيرة بما يكفي ليتمكن الجنود من تسلق السور. أمر صلاح الدين بالهجوم في صباح يوم الجمعة من اليوم الثاني لجمادى الثاني (29 يوليو)، وأمر الرجال بمواصلة ضرب الجدران دون توقف. هجم الأيوبيون مكبرين، وبعد ساعة تسلق الأيوبيون الأسوار واتجهوا نحو الفناء. وفرّ الصليبيون الموجودون في الفناء إلى القلة (برج محصن)، تاركين وراءهم كل شيء ليغنمه الأيوبيون.
ثم حاصر الأيوبيون القلة، وطلب فرسان الإسبتارية الأمان، معتقدين أنهم سيبادون. فوعدهم صلاح الدين بالأمان وسمح لهم بالخروج بممتلكاتهم، لكنه طلب فدية قدرها عشر قطع ذهبية على كل رجل، وخمس قطع على كل امرأة، وقطعتين على الطفل. ثم استولى صلاح الدين على الحصن.

## التداعيات
ولى صلاح الدين الأمير ناصر الدين منكوبرس على القلعة فأحسن تحصينها. بعدها تابع صلاح الدين حملته، فاستولى على حصون بلاطنس والعيدو والجماهيرتين.